# Robert Clohessy
Robert Clohessy (né le 10 juin 1958 ou 1957) est un acteur américain né dans le Bronx, New York (États-Unis).

## Filmographie
- 1985 : Molly's Pilgrim : professeur de gym
- 1987 : Les Envoûtés (The Believers) : Diner Detective
- 1987 : Ohara ("Ohara") (série télévisée) : lt George Shaver (1987-1988)
- 1989 : One of the Boys (série télévisée) : Mike Lukowski
- 1989 : Tattingers (série télévisée) : père Thomas Smaraldo
- 1991 : Perry Mason: The Case of the Fatal Fashion (TV) : Tony Loomis
- 1992 : In the Shadow of a Killer (TV) : Sean Doyle
- 1992 : Devlin (TV) : Kevin McQuaid
- 1992 : Laurie Hill (série télévisée) : Jeff Hill
- 1994 : Assault at West Point: The Court-Martial of Johnson Whittaker (TV) : Dan Broyles
- 1994 : Couples (TV)
- 1994 : Angels in the Outfield : Frank Gates
- 1995 : Une punition inattendue (en) (The Great Mom Swap) (TV) : Frank Balfour
- 1997 : L'Amour oublié (Married to a Stranger) (TV) : David Potter
- 1998 : New York, police judiciaire (saison 8, épisode 22) : le peintre
- 1999 : Un don surnaturel (A Touch of Hope) (TV) : Larry
- 1998-2003 : Oz : officier Sean Murphy (saisons 3 à 6)
- 2000 : Haine et Passions (The Guiding Light) (série télévisée) : Gil (2000)
- 2000 : New York, police judiciaire (saison 10, épisode 10) : Robert Telford
- 2002 - 2003 : La Force du destin (All My Children) (série télévisée) : Doug Lewis (2002-2003)
- 2002 : New York, unité spéciale (saison 3, épisode 13) : Vinnie
- 2002 : New York, section criminelle (saison 1, épisode 20) : Phil LeGrand
- 2004 : The Drum Beats Twice : Victor Pepperdine
- 2004 : Strip Search (TV)
- 2005 : Mattie Fresno and the Holoflux Universe : dét. Journell
- 2005 : New York, police judiciaire (saison 15, épisode 20) : Kenny Peluso
- 2005 : L'Interprète (The Interpreter) : agent du FBI, King
- 2005 : The Signs of the Cross : Vic
- 2006 : 16 Blocs (16 Blocks) : Cannova
- 2006 : New York, section criminelle (saison 5, épisode 20) : lieutenant Roger Lemoyne
- 2007 : Across the Universe : Wesley Huber
- 2007 : New York, unité spéciale (saison 9, épisode 4) : Joel Parven
- 2009 : New York, police judiciaire (saison 19, épisode 19) : le chef des pompiers
- 2010-2011 : Boardwalk Empire (série télévisée) : Jim Neary
- 2010-2024 : Blue Bloods (série télévisée) : sergent Sidney "Sid" Gormley
- 2011 : Le Casse de Central Park (Tower Heist) : un policier à la parade
- 2012 : Dos au mur (Man on a Ledge) : un garde de prison
- 2012 : Avengers (The Avengers) : sergent de police
- 2012 : The Place Beyond the Pines : chef Weirzbowski
- 2013 : New York, unité spéciale (saison 14, épisode 19) : Leo Barth
- 2013 : Le Loup de Wall Street (The Wolf of Wall Street) de Martin Scorsese : Nolan Drager
- 2016 : Ninja Turtles 2 (Teenage Mutant Ninja Turtles: Out of the Shadows) de Dave Green : Deputy Warden Hamlett